# Росичка круглолиста
Роси́чка круглоли́ста (Drosera rotundifolia L., інша назва росянка) — багаторічна трав'яниста комахоїдна рослина родини росичкові.

## Опис
Рослина не більша 10-15 см. До поверхні мохових купин рослина щільно притискається розеткою червоних круглих листочків з довгими черешками. Пластинки листків округлі, 0,5—1 см у поперечнику, відразу переходять у ніжку. Листки зібрані в розетку, зверху і по краях вкриті червонуватими залозистими волосками-війками з великими бульбашками на кінцях. Волоски сягають 4-5 мм завдовжки. З цих бульбашок виділяється липка рідина. Крапельки цієї рідини на листках блищать як роса, тому рослину і назвали росичка.
Волоски чутливі до подразнення: коли комаха сідає на листок росички, і прилипає до нього, — всі волоски листка починають повільно схилятися до неї і захоплюють її. Комаха виявляється в пастці, вона обплутана волосками листа, які присмоктуються до неї. Росичка перетравлює речовини тіла комахи та засвоює їх. Після цього війки випрямляються і через кілька днів листок набуває попереднього вигляду. На деяких листочках росички можна побачити тільки сухі крильця і ніжки комах, — листки розчинили і «з'їли» комах. Сік, що виділяється залозами листка росички, розчиняє органічні речовини.
Стебло рослини дуже вкорочене, квітконос вдвічі-втричі довший за листки, безлистий, тоненький. Квітки п'ятипелюсткові, білі, дрібні, зібрані в однобоке гроно на верхівці стрілки. Квітки розкриваються при променях сонця всього на кілька годин.
Цвіте у червні — серпні, плоди дозрівають в кінці серпня-вересні. Плід — видовжено-овальна коробочка. Насіння світло-бурі, дрібні, веретеноподібні.
| Листок великим планом | Круглий листок росички | Залишки метелика на росичці | Росичка круглолиста |

## Поширення

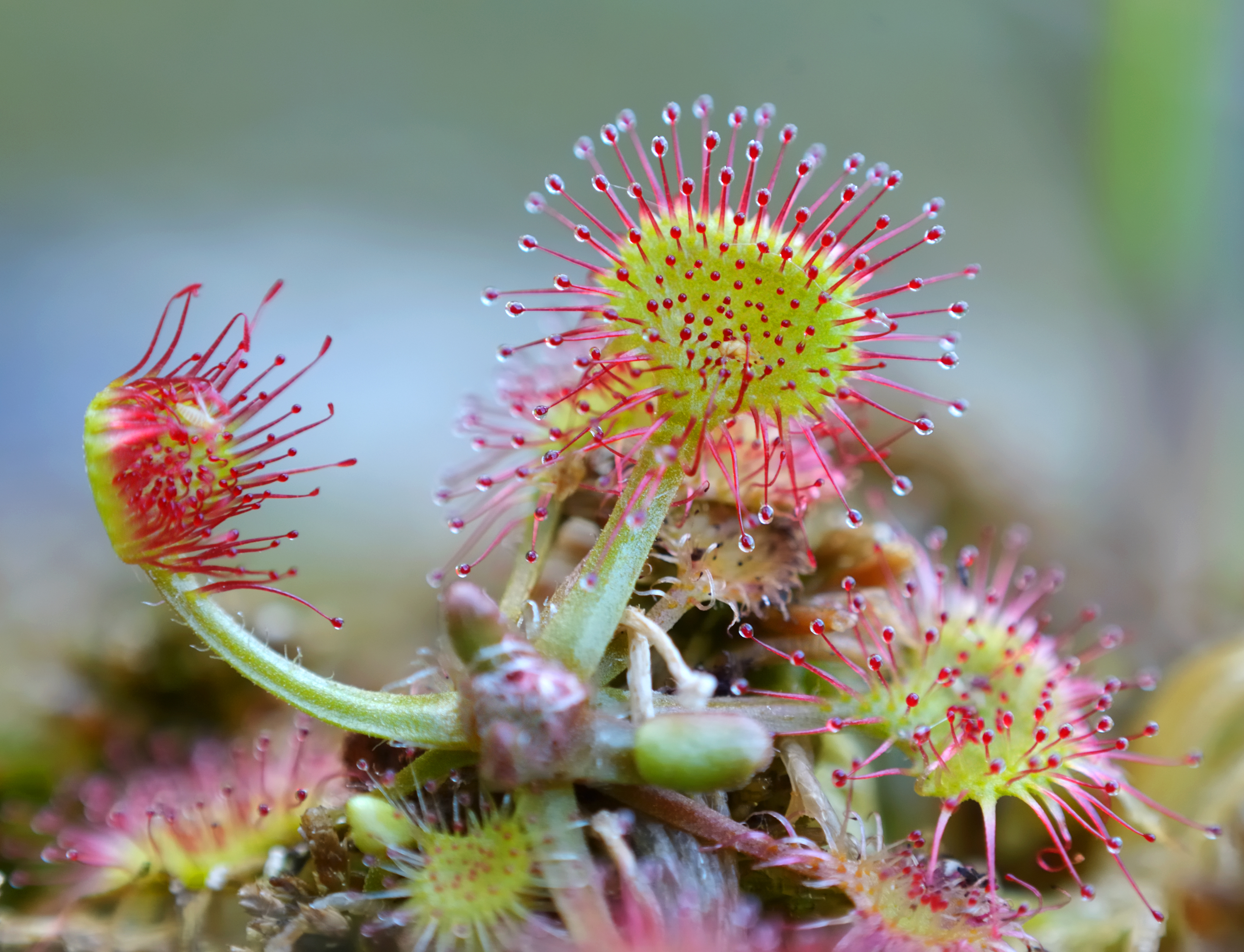
Росичка у нацпарку «Слобожанський»

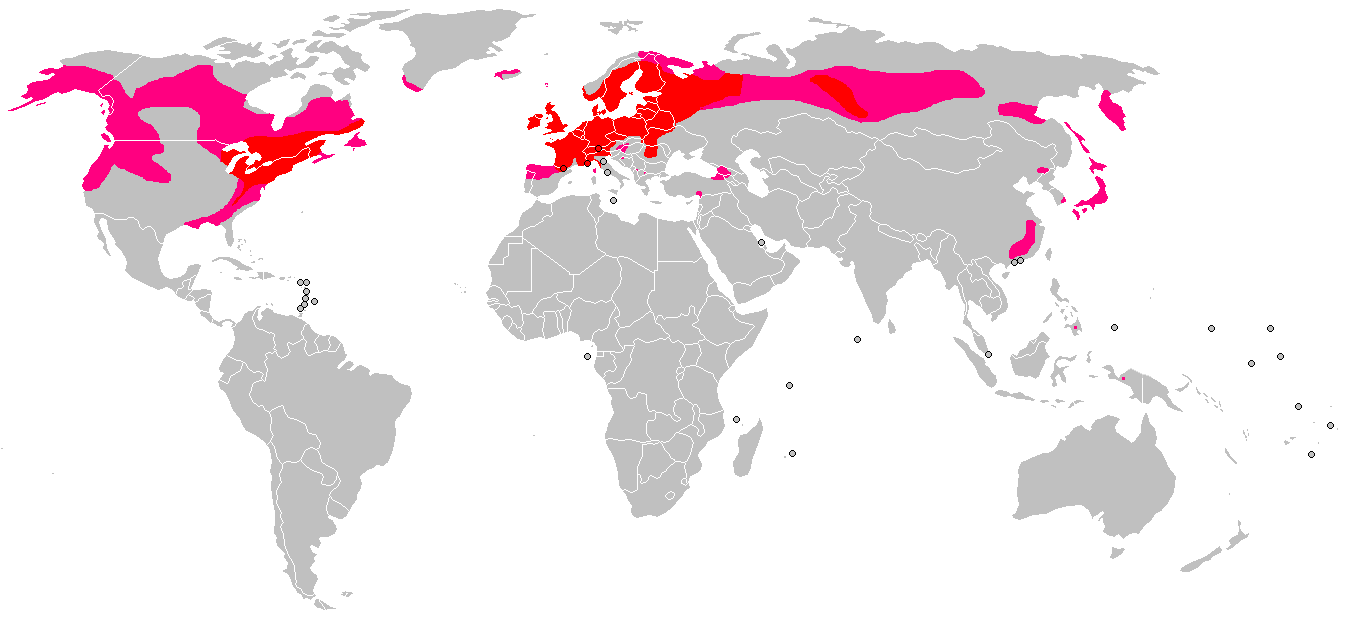
Поширення росички (зображено червоним)

Росте у північній частині Лісостепу, Карпатах у заболочених хвойних лісах, на торфових сфагнових болотах Полісся.

## Охорона в Україні
Входить до офіційних переліків регіонально рідкісних рослин Вінницької, Волинської, Дніпропетровської, Донецької, Закарпатської, Івано-Франківської, Київської, Луганської, Львівської, Полтавської, Рівненської, Сумської, Тернопільської, Харківської, Хмельницької, Чернівецької областей.

## Збирання
Збирають усю рослину під час цвітіння з червня по серпень. Збираючи, залишають на рослині бодай два листочки. Відщипують рештки торішніх розеток і сушать у затінку на папері або дикті. Колір сушеної росички — червонуватий, смак — кислувато-гіркий.

## Досліди з рослиною
Досліди з росичкою поставили знаменитий англійський вчений Чарльз Дарвін і його син Френсіс.
Френсіс писав:
Мої досліди почалися в червні 1877 року, коли рослини були зібрані і посаджені в звичайних глибоких тарілках. Кожна тарілка була розділена тонкою перегородкою на два відділення: в одному — рослинам давали їжу, в іншому — вони були приречені на голод.
Їжа доставлялася у вигляді дрібних шматочків смаженого м'яса. Вже через десять днів різниця між нагодованим і голодуючим ясно виявилася: годовані рослини цвіли, і червоне забарвлення їх щупалець було яскравіше "
.
Чарльз Дарвін годував рослини різними продуктами, але вони не все «їли». Цукор, крохмаль, рослинна олія, краплі чаю, що поміщалися на листочки, залишалися недоторканими — волоски-щупальці не згиналися над ними. Але краплі молока, шматочки яєчного білка, сиру, ковбаси, смаженого і сирого м'яса протягом декількох днів перетравлювалися без залишку.

## Застосування
Застосовують при сильному судомному кашлі, коклюші, нападах астми, перемижній пропасниці, ларингітах, запаленнях легень і захворюваннях кишок, атеросклерозі (спазмолітична дія алкалоїдів). Антибіотична речовина плюмбагін, що є в росичці, припиняє розвиток патогенних грибків і бактерій.

Сік, що виділяється залозами листка росички, розчиняє органічні речовини, тому рослину використовували при виведенні бородавок.

## Фармакологічні властивості
Рослина містить протеолітичний фермент дрозерин, флавоноїд гіперозид, сполуки оксинафтохінону, яблучну, бензойну, бутову, пропіонову, цитринову, мурашину кислоти, дубильні та інші речовини.
Вживають у вигляді чаю. На 1 склянку окропу беруть 1 чайну ложку з верхом подрібненої росички і настоюють 10 хвилин. П'ють по 1—2 склянки на день, ковтками, з інтервалами. Сильніша доза не зменшує, а навпаки, посилює кашель. При судомному кашлі беруть 1 чайну ложку суміші (порівну) трави росички, трави подорожника ланцетолистого і трави фіалки триколірної на 1 склянку води, хвилинку варять, остуджують і п'ють по півсклянки двічі на день.

## Дозування
При коклюші 1 столову ложку суміші трави росички, квіток калачиків лісових, первоцвіту весняного, квіток триколірної фіалки, лакричного кореня в співвідношенні 3:2:2:2:1 настоюють 30 хвилин на 300 мл окропу і п'ють по 1 склянці двічі — тричі на день.

## Галерея

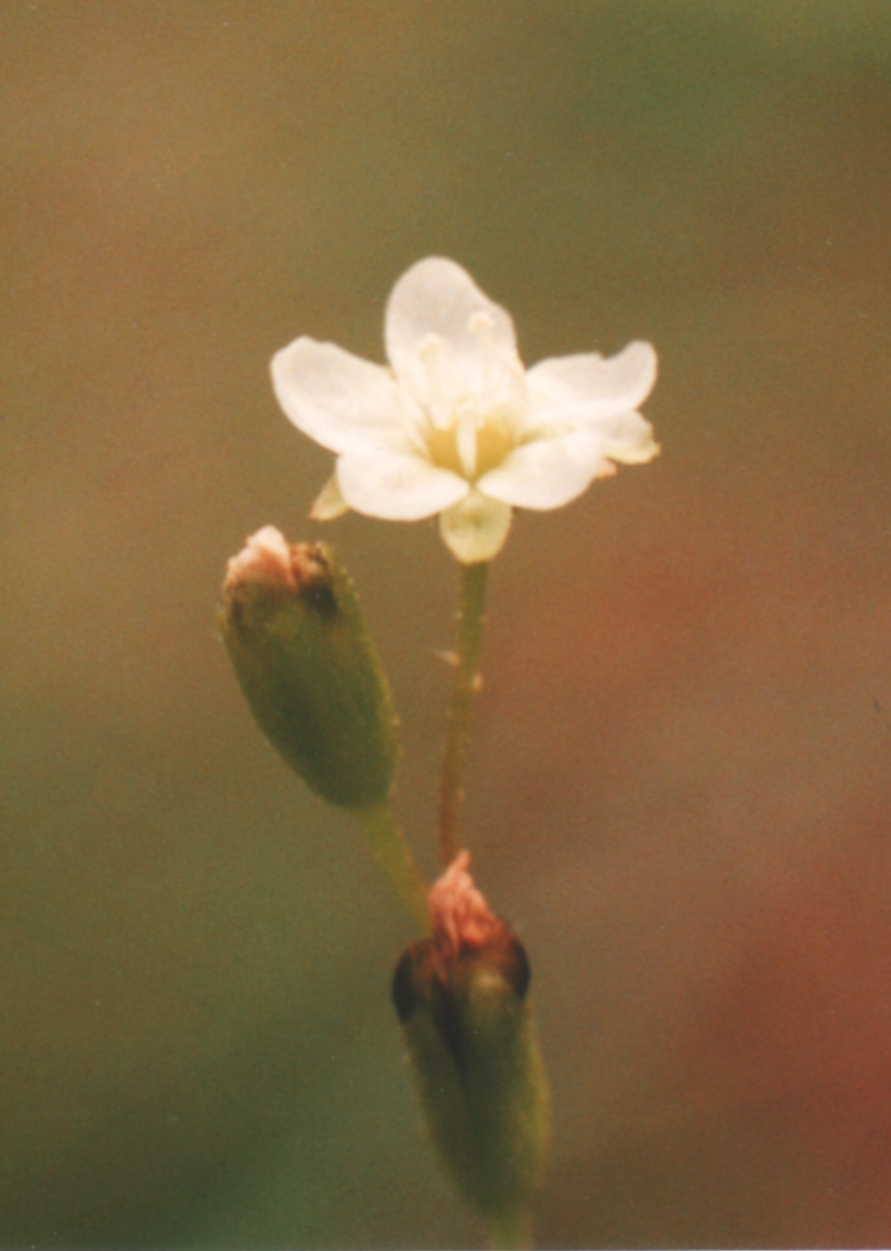
Суцвіття (дві нижні квітки ще не розпущені)
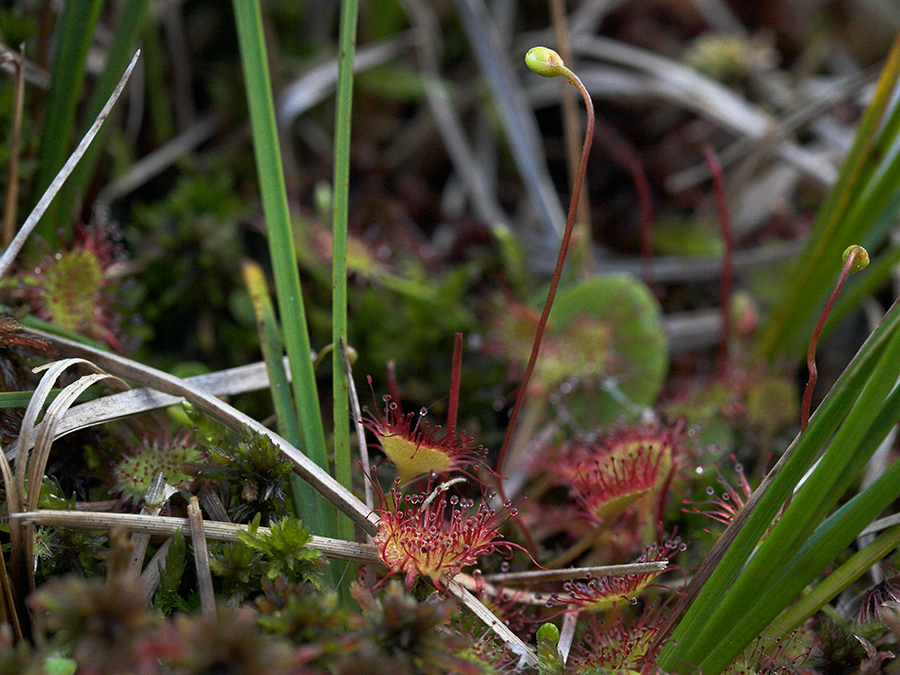
Одне квітконосне стебло з квіткою в Каринтії
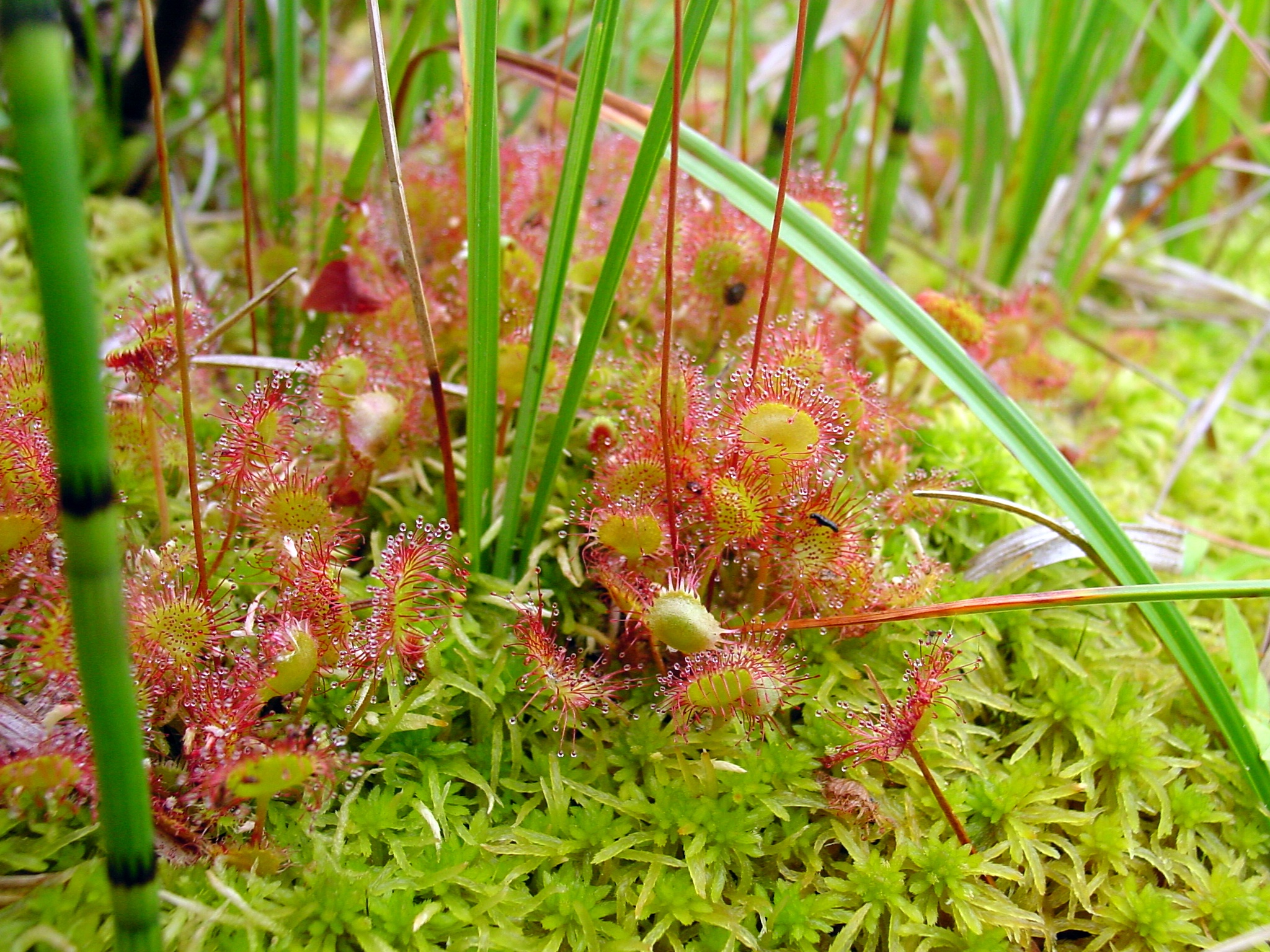
Росичка круглолиста на сфагнумі між осокою
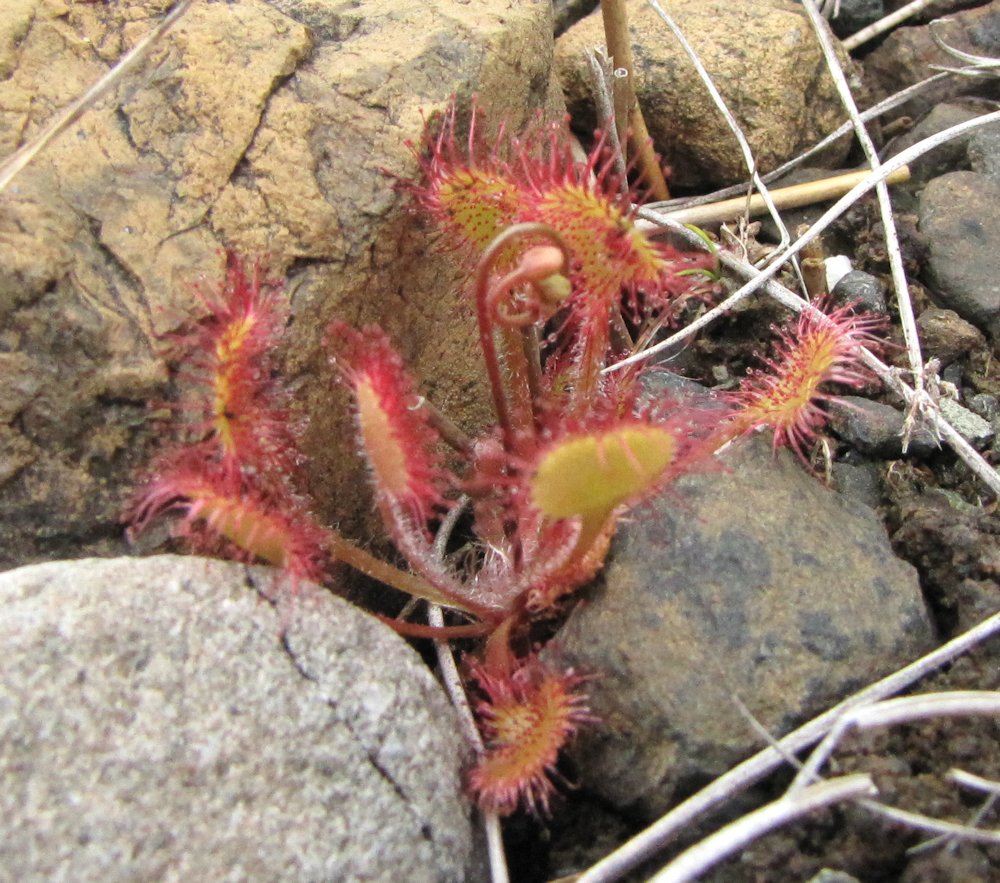
Росичка на незвичному ґрунті, Національний парк Ґрос-Морн, Ньюфаундленд і Лабрадор
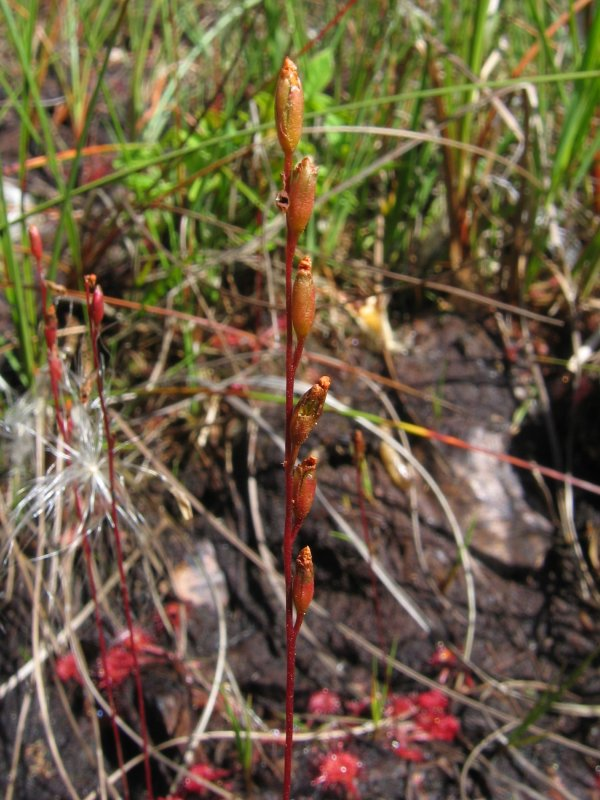
Плід
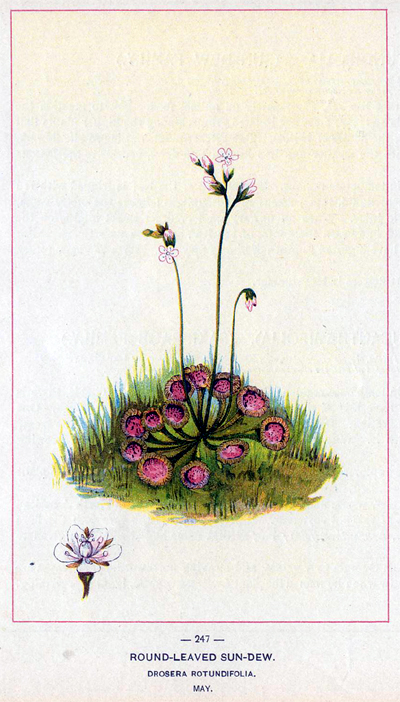
Хромолітографія росички круглолистої, опублікована в Wild Flowers of America, 1894